# Le Piège d'acier
Pour plus de détails, voir Fiche technique et Distribution.
Le Piège d'acier (The Steel Trap) est un film américain réalisé par Andrew L. Stone, sorti en 1952.

## Synopsis
Jim Osborne est un honnête cadre bancaire américain. Il mène une vie heureuse avec sa femme Laurie. Pourtant, il décide de voler le contenu du coffre de sa banque et de s'enfuir au Brésil. Mais, malgré les préparatifs minutieux de Jim, les choses se compliquent rapidement.

## Fiche technique
- Titre : Le Piège d'acier
- Titre original : The Steel Trap
- Réalisation : Andrew L. Stone
- Assistant réalisateur : Jack R. Berne
- Scénario : Andrew L. Stone
- Photographie : Ernest Laszlo
- Montage : Otto Ludwig
- Musique : Dimitri Tiomkin
- Production : Robert Aldrich, Bert E. Friedlob
- Société de production : Thor Productions, 20th Century Fox
- Pays de production : États-Unis
- Langue : anglais
- Format : Technicolor - 35 mm - 1,37:1 - Son mono (Westrex Recording System)
- Genre : Film noir, film policier
- Durée : 85 minutes
- Dates de sortie :
  - États-Unis : 12 novembre 1952
  - France : 1952

## Distribution
- Joseph Cotten : Jim Osborne
- Teresa Wright : Laurie Osborne
- Jonathan Hale : Tom Bowers
- Walter Sande : un inspecteur des douanes
- Eddie Marr : Ken Woodley
- Carleton Young : Briggs, un employé de la compagnie aérienne
- Katherine Warren : Mrs. Kellogg
- Tom Powers : Valcourt, l'agent de voyage
- Stephanie King : Susan Osborne
- Aline Towne : Gail Woodley
- Hugh Sanders : Mr. Greer
- Marjorie Stapp : une hôtesse
- William Hudson (en) : un agent du guichet bancaire
- Marjorie Bennett : la femme de ménage
- Ed Nelson : un homme à l'aéroport
- Ed Hinton (en) : Jack, le pilote d'avion
- Charles Collins (en) : un agent du guichet bancaire
- George Magrill : un serveur

## Autour du film
- Le film a notamment été tourné à Los Angeles en Californie et à La Nouvelle-Orléans en Louisiane. L'aéroport Lakefront (en) de la ville sert de décor au film.
- Il s'agit de la seconde réalisation mettant en scène les acteurs Joseph Cotten et Teresa Wright, après L'Ombre d'un doute (Shadow of a Doubt) d'Alfred Hitchcock en 1943.